# Малоберцовая кость

Анатомическое расположение (красным)

Малоберцовая кость (лат. os fibula) — длинная тонкая трубчатая кость голени. Состоит из тела и двух концов — верхнего и нижнего.
Тело малоберцовой кости имеет трёхгранную призматическую форму, скручено вокруг продольной оси и изогнуто кзади. Три поверхности малоберцовой кости — латеральная, медиальная и задняя — отделяются одна от другой тремя краями, или гребнями. Передний край в виде наиболее острого гребня отделяет латеральную поверхность от медиальной; медиальный гребень находится между задней и медиальной поверхностями. На задней поверхности тела есть питательное отверстие, ведущее в дистально направленный питательный канал. На медиальной поверхности располагается межкостный край.
Функция малоберцовой кости — это ротация голени и стопы (дополняет поворот стопы ротация бедренной кости в тазобедренном суставе), то есть с помощью малоберцовой кости мы можем поворачивать стопу вправо и влево. Этот поворот происходит благодаря ротации голени, а именно ротация большеберцовой и малоберцовой костей относительно друг друга. Теоретически сама стопа неподвижна, а поворачивается в горизонтальной плоскости только благодаря голени и тазобедренному суставу.